# Domaine de chasse
 (janvier 2014).
Un domaine de chasse, est une zone où des espèces-gibier sont mises à disposition de chasseurs locaux ou prêts à venir de loin trouver là des espèces devenues rares dans la nature. Il peut ainsi donner lieu à une forme de tourisme cynégétique. 
Plusieurs de ces réserves existent en Afrique, la plupart étant aussi ouvertes tout ou partie de l'année à d'autres formes de tourisme (safari d'agrément, d'affaire ou de chasse).
Ces domaines sont parfois dénommés réserve de chasse (expression qui peut prêter à confusion, car pouvant aussi désigner des espaces au contraire soustraits à la chasse,.

## Histoire
Depuis le XIIe siècle en France certains princes et seigneurs disposaient de vastes « parcs seigneuriaux » ou « parcs cynégétiques » plus ou moins hermétiquement clos où des animaux rares ou des espèces gibier étaient élevées, parfois pour des activités cynégétiques ou une démonstration de prestige.

## Gestion
Un domaine de chasse est clos ou ouvert et habituellement règlementé et géré de manière à y maintenir les espèces chassées (ou d'autres) dans des conditions proches de celles de leur habitat naturel. Certaines espèces peuvent y être réintroduites ou plus ou moins élevées. 